# Cuautitlán
Cuautitlán ist eine Groß- und Bischofsstadt mit ca. 120.000 Einwohnern im mexikanischen Bundesstaat México und Hauptort der knapp 180.000 Einwohner zählenden Gemeinde (Municipio Cuautitlán). Der Name der Stadt stammt aus der Náhuatl-Sprache und bedeutet soviel wie "Zwischen den Bäumen".
Die Stadt ist nicht mit der nahegelegenenen Großstadt Cuautitlán Izcalli zu verwechseln.

## Lage und Klima
Cuautitlán liegt in einer Höhe von ca. 2250 m in der Zona Metropolitana del Valle de México. Das Klima ist trotz der Höhenlage mild bis warm; Regen (ca. 750–900 mm/Jahr) fällt hauptsächlich im Sommerhalbjahr.

## Bevölkerung
| Jahr      | 2000   | 2010    | 2020    |
| Einwohner | 65.139 | 108.449 | 117.995 |

Der überwiegende Teil der zumeist zugewanderten Bevölkerung ist indianischer Abstammung; zahlreich sind auch Mestizen. Gesprochen wird jedoch in der Regel Spanisch.

## Wirtschaft
Die Industriestadt Cuautitlán hat einen Bahnhof, der die Stadt mit Mexiko-Stadt verbindet.

## Geschichte
Cuautitlán begann um das 14. Jahrhundert als ein Chichimeken-Dorf. Es wurde von Tlacopan beherrscht, bevor es von den Mexica erobert und Teil des Aztekenreichs wurde. Nach dessen Eroberung durch den spanischen Konquistador Hernán Cortés wurde Cuautitlán an dessen Mitstreiter Alonso Dávila gegeben und später von den Franziskanern evangelisiert. Sie errichteten das Kloster San Buenaventura und gründeten die Bruderschaft der Purísima Concepción de Nuestra Señora de Cuautitlán. Der Heilige Juan Diego (1474–1548) soll dort mit seiner Frau Maria Lucia bis zu ihrem Tod im Jahr 1529 gelebt haben. Sie lebten in einem einräumigen Lehmhaus, das mit Getreidehalmen bedeckt war. Das Haus ist – dank vieler Restaurierungen – noch in einem guten Zustand erhalten. Im Jahr 1968 erhielt Cuautitlán den Status einer Stadt.

## Sehenswürdigkeiten
- Wichtigste Sehenswürdigkeit der Stadt ist die im 17. und 18. Jahrhundert erbaute ehemalige franziskanische Konventskirche und heutige Kathedrale.
- Ein Vorgängerbau (heute Ruine) aus dem frühen 17. Jahrhundert steht in unmittelbarer Nachbarschaft.

## Söhne und Töchter der Stadt
- Luis Nishizawa (1918–2014), Künstler
- Luis Montoya (* 1951), Fußballspieler